# Mark Opitz
Mark Opitz (Melbourne, 1952) è un produttore discografico australiano.
Ha contribuito a lanciare la carriera di diversi gruppi australiani come Hoodoo Gurus, INXS, Cold Chisel, Divinyls e The Angels.
Attualmente svolge l'incarico di membro votante nella giura degli ARIA Music Awards in Australia e dei Grammy Awards negli Stati Uniti.

## Discografia
- The Angels – Face to Face (1978)
- AC/DC – Powerage (1978)
- The Angels – No Exit (1979)
- The Reels – The Reels(1979)
- Cold Chisel – East (1980)
- Swanee – Into the Night (1980)
- Cold Chisel – Swingshift (1981)
- Cold Chisel – Circus Animals (1982)
- INXS – Shabooh Shoobah (1982)
- Australian Crawl – Semantics (1983)
- Cold Chisel – Twentieth Century (1983)
- Divinyls – Desperate (1983)
- Cold Chisel – Barking Spiders Live: 1983 (1984)
- Divinyls – What a Life! (1985)
- Hoodoo Gurus – Blow Your Cool! (1987)
- Noiseworks – Noiseworks (1987)
- The Ocean Blue – The Ocean Blue (1989)
- Cats in Boots – Kicked & Klawed (1989)
- Steelheart – Steelheart (1990)
- INXS – Live Baby Live (1991)
- INXS – Welcome to Wherever You Are (1992)
- INXS – Full Moon, Dirty Hearts (1993)
- Kiss – KISS Symphony: Alive IV (2003)
- Rose Tattoo – Blood Brothers (2007)
- Jeff Lang – Chimeradour (2009)
- Sunset Riot – Uprising (2012)